# Dret subjectiu
El dret subjectiu són les facultats o potestats jurídiques inherents a l'individu per raó de naturalesa, contracte o una altra causa admissible en dret. Un poder reconegut per l'ordenament jurídic a la persona perquè, dins del seu àmbit de llibertat actuï de la manera que estima més convenient per tal de satisfer les seves necessitats i interessos al costat d'una corresponent protecció o tutela en defensa, encara que sempre delimitat per l'interès general de la societat. És la facultat reconeguda a la persona per la llei que li permet fer determinats actes, un poder atorgat a les persones per les normes jurídiques per a la satisfacció d'interessos que mereixen la tutela del dret. Un dret subjectiu neix per una norma jurídica, que pot ser una llei o un contracte, a través d'un acord de voluntats perquè pugui fer efectiu aquest dret sobre una altra persona determinada. La cara contraposada d'un dret subjectiu és un deure. Tot dret suposa per a una o més persones una obligació de respectar-lo, ja sigui de forma activa (obligació de fer) o passiva (obligació de no fer).
Es consideren els drets subjectius com una de les bases de l'ordenament jurídic emfatitzant la primacia del consens entre els individus com a font de legitimitat, en contraposició a les que emfatitzen que la validesa de les institucions no se subjecta al lliure albir d'aquells que neixen en el seu si, també anomenades "del dret objectiu". La lliure acceptació per part dels membres d'una comunitat de l'ordre que els subjecta a la mateixa representada per Jean-Jacques Rousseau i el seu "contracte social" - es topa, als ulls dels representants del dret objectiu (el màxim exponent és Hegel) amb una dificultat que des del seu punt de vista és insalvable: els membres d'una comunitat no poden fundar la seva possibilitat ni la legitimitat de les seves institucions en algun tipus de "consens", ja que aquesta comunitat preexisteix als seus membres, ja és aquí constituïda en les seves institucions i cada persona troba el seu estatus de tal en el seu si gràcies a la seva integració a aquestes. El dret subjectiu també designa la facultat de fer o exigir alguna cosa que la norma reconeix a favor d'un subjecte.